# 洪晓月
洪晓月是中華人民共和國的昆蟲學家，專長於昆虫分子生态学和蜱螨学兩方面。他目前是南京农业大学植物保護學院的昆虫学系教授兼系主任及博士班導師，也是中国民主同盟在大學的委员会副主委。編撰有《农业昆虫学》（第2版）、《农业螨类学》、《农业昆虫学实验与实习指导》等書。国务院特殊津贴享受专家，江苏省教学名师，江苏省优秀中青年学术带头人。担任中国昆虫学会副理事长、江苏省昆虫学会理事长、国际系统与应用蜱螨学会秘书长、9本SCI杂志编委和5本中文核心期刊编委等学术职务。在国内外学术期刊上发表200多篇研究论文，其中159篇为SCI论文。